# One-shot
One-shot (ou "um-tiro" - por ser uma leitura rápida) é um termo utilizado para mangás (quadrinhos, comics, banda desenhada etc) que contenham somente um capítulo não fazendo parte de uma série, seja ele curto e postado de uma só vez ou longo e postado em partes.

## HQ, Comics
No mercado estadunidense de comics, esta designação é frequentemente usada para histórias em quadrinhos mensais que são diferentes do usual para distinguir do volume único das séries em quadrinhos.

## Mangá
No Japão, este conceito é expresso pelo termo yomikiri (読み切り), sendo  o termo one-shot oriundo dos comics estadunidenses. Um mangá one-shot conta a sua história toda em 15-60 páginas, escrito geralmente para concursos (Prêmio Tezuka, por exemplo), e às vezes mais tarde evolui para uma série de mangá em longa-metragem (muito parecido com um piloto de series de televisão ). Vários mangás populares no Japão - e no ocidente - começaram como um one-shot, dentre eles estão: Dragon Ball, Naruto, Bleach, One Piece, Berserk, e Death Note (este que se generalizou novamente no volume treze, "How to Read") entre outros.